# Gerbrand Adriaensz. Bredero

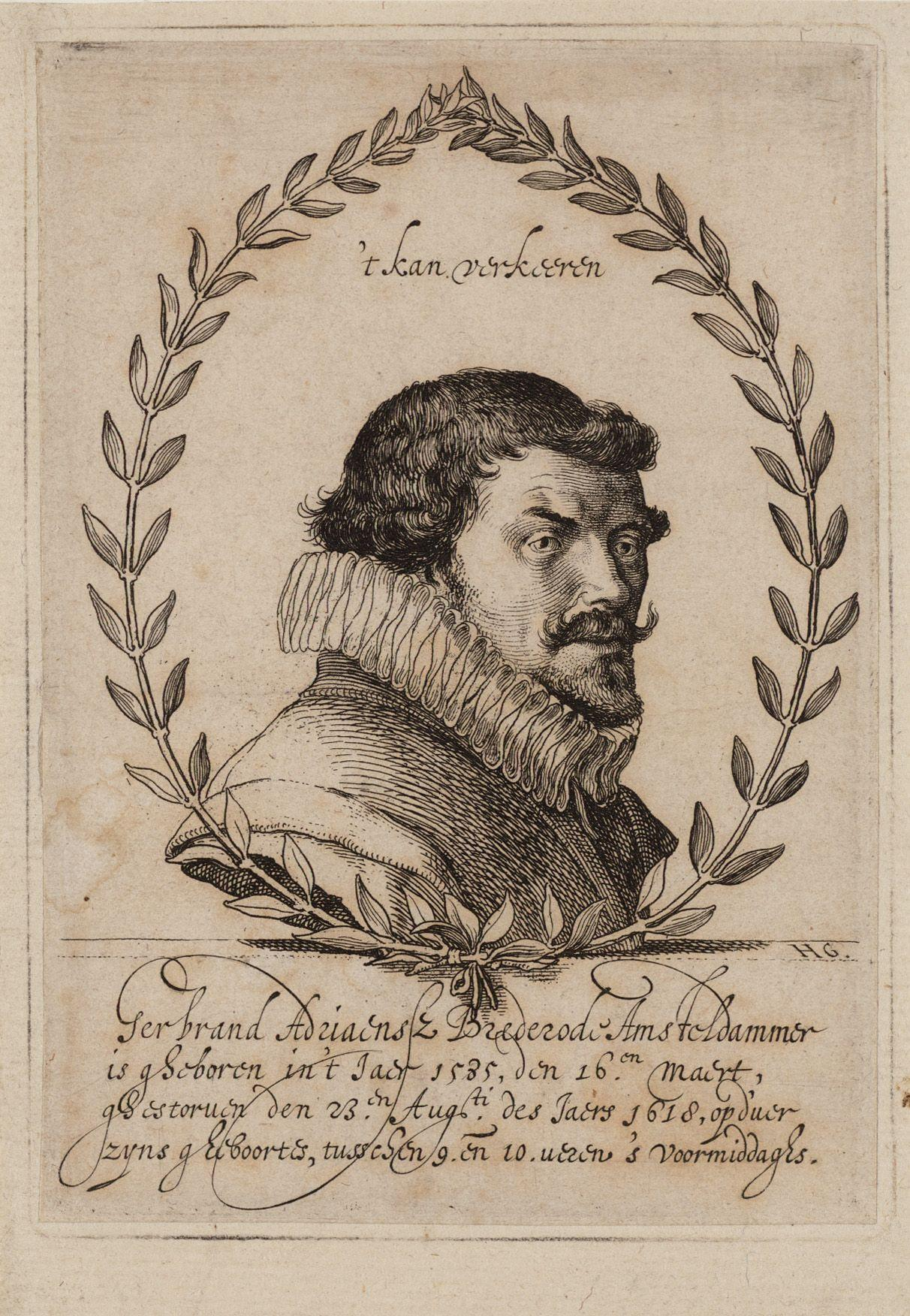
Gerbrand Adriaensz. Bredero.

Gerbrand Adriaanszoon Bredero (eller Brederoo), född den 16 mars 1585 i Amsterdam, död där den 23 augusti 1618, var en holländsk lustspelsdiktare.
Bredero ägnade sig först åt målarkonsten, men kom såsom medlem av Amsterdams "rederijkamer" i beröring med de bästa samtida skalderna och uppträdde snart i deras led. Folklighet och sångbar form utmärkte hans lyriska dikter Boertigh, amoreus en aendachtigh groot liedboeck (samling 1622), och hans popularitet ökades genom de tre farserna Van de koe (1612), Symen sonder soetigheydt och Van den Molenaer (1613) samt de tre märgfulla komedierna Moortje(1615), De spaanschen Brabander Ierolimo (1618) och De stommen ridder (samma år). Dessa pjäser bärs av en frisk humor; scenerna är livliga, karaktärerna natursanna och folkliga. 
Bredero upptog med god verkan de lägre folkklassernas dialekt, som han träget studerade på torg och krogar. Mindre väl lyckades han i den allvarliga genren med några numera onjutbara tragikomedier. Oaktat sin förtidiga bortgång står Bredero ännu ouppnådd på lustspelets område i Holland. Hans samlade arbeten utgavs bland annat 1885-1890, i 3 band. Han fick sin biografi av Jan ten Brink i dennes G. A. Bredero, historisch-aesthetische studie (1859; ny upplaga 1888).